# Pseudocalyx
- Commons
- Wikispecies

Pseudocalyx Radlk., segundo o Sistema APG II, é um género botânico pertencente à família Acanthaceae, natural das regiões tropicais da África e de Madagascar.

## Espécies
| - Pseudocalyx africanus - Pseudocalyx aurantiacus - Pseudocalyx heterochondros - Pseudocalyx libericus | - Pseudocalyx macrophyllus - Pseudocalyx ochraceus - Pseudocalyx pasquierorum - Pseudocalyx saccatus |

- «Lista das espécies»

## Nome e referências
Pseudocalyx Radlk., 1883.

## Classificação do gênero
| Sistema | Classificação                       | Referência            |
| ------- | ----------------------------------- | --------------------- |
| APG II  | Ordem Lamiales, família Acanthaceae | APweb, versão 9, 2008 |